# Tarikere
Tarikere là một thị xã panchayat của quận Chikmagalur thuộc bang Karnataka, Ấn Độ.

## Địa lý
Tarikere có vị trí 13°43′B 75°49′Đ / 13,72°B 75,82°Đ Nó có độ cao trung bình là 698 mét (2290 feet).

## Nhân khẩu
Theo điều tra dân số năm 2001 của Ấn Độ, Tarikere có dân số 34.073 người. Phái nam chiếm 51% tổng số dân và phái nữ chiếm 49%. Tarikere có tỷ lệ 68% biết đọc biết viết, cao hơn tỷ lệ trung bình toàn quốc là 59,5%: tỷ lệ cho phái nam là 73%, và tỷ lệ cho phái nữ là 62%. Tại Tarikere, 11% dân số nhỏ hơn 6 tuổi.